# Maison du docteur Curutchet
Pour les articles homonymes, voir Curutchet.
La maison du docteur Curutchet est une construction conçue par Le Corbusier et édifiée à La Plata en Argentine. Il s'agit d'un des deux seuls bâtiments de Le Corbusier sur le continent américain, l'autre étant le Carpenter Center for the Visual Arts à Cambridge, Massachusetts. Le site est classé, avec 16 autres œuvres architecturales de Le Corbusier, au patrimoine mondial de l'UNESCO en 2016.

## Histoire
La maison a été commandée par le docteur Pedro Curutchet en 1948, la construction a commencé en 1949 et s'est achevée en 1953. Elle a été classée monument historique national en 1987.
Le lundi 19/5/2025, l'acquisition de la Casa Curutchet a été formalisée - approuvée par l'Assemblée Extraordinaire du CS du CAPBA (collège des architectes de la province de Buenos Aires)- rendue possible grâce à l'utilisation de fonds propres d'épargne et à un crédit accordé par la CAAITBA.
Le film L'Homme d'à côté a été tourné dans la maison.

## Classement à l'UNESCO
La candidature de plusieurs sites construits par Le Corbusier (dont la maison) au patrimoine mondial de l'UNESCO a déjà été refusée en 2009 puis en 2011 en raison d'une liste trop longue et l’absence du site de Chandigarh en Inde,. Un nouveau dossier de candidature tenant compte des différentes remarques est déposé fin janvier 2015 et proposé lors de la 40e session du Comité du patrimoine mondial qui se tient à Istanbul (Turquie) du 10 au 17 juillet 2016. L'ensemble est finalement classé le 17 juillet 2016.